# Tommy Rigg
Thomas "Tommy" Rigg (ur. 20 lutego 1920 - zm. maj 1995) był angielskim profesjonalnym piłkarzem. Występował m.in. w Watford i Gillingham, gdzie rozegrał prawie 200 ligowych spotkań.